# てれとshop
てれとshop（てれとショップ）は、テレビ東京でテレビ東京ダイレクト（旧プロント）制作により毎朝・毎晩時間枠で放送されている通販番組である。BSテレ東でも土日朝6時台に放送されている。

## 概要
なお番組タイトルが様々あり、朝の場合は『てれとshop morning』（30分放送）・『てれとshop mini』（10分）・夜の場合は『てれとshop』（40分）および『てれとshop plus』（30分）を題する。また、BSテレ東では『BSてれとshop』（60分）を題する。

## 出演者
- 山内乃理子
- ベガス味岡
- 久野知美
- 明山直未
- 関雅史

ナレーション
- 乱一世
- 桑原俊行

## 主な商品

### 住まい・暮らし

#### 電化製品
- モミダッシュPRO（発売・製造元：ツインバード工業）
- レンジメイト
- Iwataniミルサー800DG（発売・製造元：岩谷産業）
- カティーザジェットサイクロンデュオ

#### 家庭用品
- 太田さん家の手づくり洗剤（発売・製造元：京都はんなり本舗）
- 納得!パワフル・プロ
- 調湿木炭 出雲屋炭八
- アイクック鍋 ルシエ2（製造元：フジノス）
- コードレス回転モップクリーナーNEO

#### レジェンド松下推奨グッズ
- パルスイクロス
- スーパーストーンバリア鍋
- スーパーストーンバリア包丁
- カットバリア
- ガラスロックバリア
- ダニ捕りパック ブラックホール

#### 寝具
- INTEXエアーベッド

### 健康

#### ダイエット／エクササイズ
- ロデオボーイII
- エアクライマー
- スーパーボディ エアロスティック
- K-1EX リアルサウナスーツ（発売元：ヴァルテックス）

#### マッサージ
- ブルブルマッサー
- 家庭用電位治療器 イミネス
- モミギアーDX

### CD・DVD

#### CD
- 邦楽
  - 歌王 演歌名曲120（企画・制作/発売元：BMG JAPAN）
  - super collection DREAM melody of memories（企画・制作/発売元：ビクターエンタテインメント）
  - 十八番 〜J-POP 90's BEST〜（企画・制作/発売元：エイベックス・ディストリビューション〔現:エイベックス・マーケティング〕、レーベル：avex club）
  - YOUR REQUESTS（企画・制作/発売元：ポニーキャニオン）
  - Hits on TV（企画・制作/発売元：PONY CANYON）
  - a-box 〜avex Best Hit Collection〜（企画・制作/発売元：エイベックス・マーケティング・コミュニケーションズ〔現:エイベックス・マーケティング〕、レーベル：avex club）
  - 不滅のフォーク・ソング BEST-BOX（企画・制作/発売元：ポニーキャニオン）
  - MY SONG〜永遠のニューミュージック〜（企画・制作/発売元：ポニーキャニオン）
  - 演歌の頂天（いただき）（企画・制作/発売元：BMG JAPAN／販売元：プライムショッピング）
  - 歌ものがたり〜時代の歌謡曲〜（企画・制作/発売元：ポニーキャニオン）
  - My idol〜青春play back〜（企画・制作/発売元：ポニーキャニオン）
  - 魅惑のムード歌謡デラックス（企画・制作/発売元：テイチクエンタテインメント）
  - a-box NEO（企画・制作/発売元：エイベックス・マーケティング、レーベル：avex club）
  - AGAIN〜女性ヴォーカリスト・スペシャル・セレクション〜（企画・制作/発売元：ソニー・ミュージックダイレクト、レーベル：CSレコード）
  - BEST HIT BEING（企画・制作/発売元：J-DISC Being）
- 洋楽
  - dance music chronicle 〜History Of Dance Music〜（企画・制作/発売元：エイベックス・マーケティング・コミュニケーションズ〔現:エイベックス・マーケティング〕、レーベル：avex club）
  - My Radio Days（企画・制作/発売元：ワーナーミュージック・ジャパン）
  - avex Reggae Life 〜RESORT POPS SELECTION〜（企画・制作/発売元：エイベックス・マーケティング・コミュニケーションズ〔現:エイベックス・マーケティング〕、レーベル：avex club）
  - My Romance（企画・制作・発売元：ユニバーサルミュージック）
  - PARADISE MEGA HITS '80s（企画・制作/発売元：ソニー・ミュージックダイレクト）
- クラシック
  - My Dear〜イージーリスニング・コレクション〜（企画・制作/発売元：UNIVERSAL MUSIC）

#### DVD
- 温泉教授・松田忠徳の『日本百名湯』

### スポーツ

#### ゴルフ（一部商品は送料無料）
- スイングセッター
- ザ・スピードスティック
- バウンスマジック
- ダンガン7 ドライバー<1番ウッド>（発売元：マジェスティ ゴルフ）
- ダンガン7 ブラッシー<2番ウッド>（発売元：マジェスティ ゴルフ）
- ダンガン7 ワンレングスアイアン<6I〜PW 5本セット>（発売元：マジェスティ ゴルフ）